# كلايتون لورانس بيسل
كلايتون لورانس بيسل (بالإنجليزية: Clayton Bissell)‏ هو ضابط أمريكي، ولد في 1896 في كاني في الولايات المتحدة، وتوفي في 24 ديسمبر 1972 في مورفريسبورو في الولايات المتحدة.